# Octavio Cordero Palacios
Octavio Cordero Palacios ist ein Vorort der Provinzhauptstadt Cuenca sowie eine Parroquia rural („ländliches Kirchspiel“) im Kanton Cuenca der ecuadorianischen Provinz Azuay. Die Parroquia besitzt eine Fläche von 20,52 km². Die Einwohnerzahl betrug im Jahr 2010 2271. Die Parroquia wurde am 4. August 1854 unter dem Namen „Santa Rosa“ zu Ehren der Heiligen Rosa von Lima gegründet. Im November 1933 wurde der Name der Parroquia in „Octavio Cordero Palacios“ umgeändert. Namensgeber war ein Bürger, dem die Gemeinde viel zu verdanken hatte.

## Lage
Die Parroquia Octavio Cordero Palacios liegt am Nordrand einer Beckenlandschaft in den Anden im Nordosten des Ballungsraumes von Cuenca. Das 2720 m hoch gelegene Verwaltungszentrum Octavio Cordero Palacios befindet sich knapp 13 km nordnordöstlich vom Stadtzentrum von Cuenca.
Die Parroquia Octavio Cordero Palacios grenzt Im Norden und im Osten an die Provinz Cañar mit den Parroquias Déleg und Solano (Kanton Déleg), im Süden an die Parroquia Sidcay sowie im Westen an die Parroquia Checa.